# Okke Dröge
Okke Dröge (* 25. Januar 2002) ist ein deutscher Handballspieler.

## Karriere
Aufgrund einiger Verletzungsausfälle im Kader der 1. Herren des Wilhelmshavener HV gab er am 20. Februar 2021 sein Debüt in der 2. Handball-Bundesliga und erzielte seinen ersten Treffer.
Seine Position ist im Rückraum rechts sowie auf Rechtsaußen.
Seine bisherige Station im Herrenbereich war die 2. Mannschaft beim Wilhelmshavener HV in der Verbandsliga.
In der Saison 2021/2022 stand er im Kader der 1. Herrenmannschaft in der 3. Liga und erzielte nebenbei in der Verbandsliga Nordsee für die 2. Herrenmannschaft 143 Tore in 20 Spielen.
Zur Saison 2022/2023 verließ er nach der Saisonvorbereitung den WHV in Richtung Braunschweig. Dort nahm er ein Studium auf und spielte in der 2. Mannschaft vom MTV Braunschweig für die er 32 Tore  in vier Verbandsligaspielen (Verbandsliga Niedersachsen) erzielte.
Seit der Rückrunde 2022/2023 spielt er wieder für den Wilhelmshavener HV in der 1. und 2. Herrenmannschaft.